# أيروبوس الأول المقدوني
أيروبوس الأول المقدوني (باليونانية القديمة:Ἀέροπος Αʹ ὁ Μακεδών) كان الملك السابع لمملكة مقدونيا القديمة خلف والده الملك فيليبوس الأول المقدوني على عرش مقدونيا وهو من السلالة الأرغية حكم من العام 602 قبل الميلاد إلى 576 قبل الميلاد خلفه في الملك ابنه ألكيتاس الأول المقدوني.

## قصة أيروبوس الصغير
بحسب ماركوس جوليانوس جوستينوس فقد جاء بأن أيروبوس استلم الحكم وهو ما زال طفلا صغيرا في المهد مما شجع الإليريين على الهجوم على الأراضي المقدونية وعندما بدأ المقدونيون بخسارة أراضيهم ظنوا بأن خسارتهم تكمن وراء أن ملكهم ليس معهم فقاموا وأحضروا الطفل مع مهده إلى جبهة القتال إلا أن هذا لم يساعدهم في شيء فالإليريون بقوا منتصرين عليهم ولكن عندما شعر المقدونيون بأن ملكهم الصغير أصبح على وشك الموت على يد الأعداء هبوا جميعا واستطاعوا دحر أعداءهم واستعادة أراضيهم.